# Lewocetyryzyna
Lewocetyryzyna – organiczny związek chemiczny, antagonista receptora H1, aktywny lewoskrętny enancjomer cetyryzyny o silniejszym działaniu. W postaci dichlorowodorku jest stosowana w leczeniu alergicznego nieżytu nosa, alergicznego zapalenia spojówek oraz przewlekłej pokrzywki idiopatycznej. Preparaty produkowane są w formie tabletek lub roztworu doustnego.

## Dawkowanie
Dzieci od 2 do 6 roku życia: dwa razy dziennie po 1,25 mg (2 razy 2,5 ml roztworu doustnego 0,5 mg/ml). Dzieci po 6 roku życia i dorośli: raz na dobę 5 mg rano lub wieczorem.